# Barrow Gurney
Barrow Gurney is een civil parish in het bestuurlijke gebied North Somerset, in het Engelse graafschap Somerset met 349 inwoners.